# Roca d'en Bosc
Roca d'en Bosc és una masia de Lluçà (Osona) inclosa a l'Inventari del Patrimoni Arquitectònic de Catalunya.

## Descripció
Masia orientada a migdia amb dos cossos de planta irregular diferenciats i que comuniquen a altres dependències, a l'entrada hi ha una volta de pedra tosca que fa la funció de lliça. A la façana principal hi ha dues galeries al costat del portal adovellat que conformen la part més antiga de la masia, on també s'hi troba una gran era. Les finestres són allindades de pedra treballada i la façana presenta restes de l'arrebossat. A l'interior es conserva el mobiliari antic.

## Història
Els primers documents que parlen d'aquesta masia se situen a inicis del segle xv. Així en un document datat de 1406 hi figura en Pere Roca d'en Bosc com a cap de casa súbdit del monestir de Lluçà, constant en el capbreu de béns del monestir de l'any 1434. Si bé l'origen es podria situar a l'any 1300 fou en el segle xv quan més prosperà.